# 法老：新紀元
《法老：新紀元》是一款城市建造遊戲。玩家在遊戲中建設古埃及城市，以滿足市民、法老和眾神的需求。遊戲由Triskell Interactive開發並由Dotemu在2023年2月15日發行在Microsoft Windows上。遊戲發行後評價以正面為主，本作在遊戲畫面、機制、使用者介面受評論者讚揚。

## 內容與玩法
《法老：新紀元》是以古埃及作為背景的城市建造遊戲，以做基礎並重製及改變了部分内容。玩家需要建設城市，提供住房、食水和食品來滿足市民的日常需求。對比其它城市建造遊戲通常在草地上便可放置農場，《法老：新紀元》的不同之處在於玩家需在尼羅河兩旁的氾濫平原上耕種。遊戲提供了汛期和豐收程度的數據，讓玩家能夠制定計劃應對貧瘠時期。
遊戲以戰役任務模式為主，但玩家亦可以自定義規則和地圖、遊玩沙盒模式。戰役任務共53個，逐步引導玩家建設，從小村落到壯大的王國。同時也需要滿足法老的要求。遊戲帶有貿易系統，玩家建設商品供應鏈，可透過地圖與其他城市出入口貿易。除此，遊戲還有神祇系統，玩家需建造寺廟或舉辦節日來滿足眾神讓他們降下不同的祝福，反之則會降下詛咒。

## 開發與發行
《法老：新紀元》是1999年的重製版，由Triskell Interactive所開發。2019年，Triskell的高奧美·羅素洛和泰奧菲爾·諾瓦雷携開發中的城市建設遊戲到法國巴黎展示給發行商Dotemu。Dotemu行政總裁西里尔·英伯特指遊戲雖然不錯，但不符合公司的發行準則，因此他詢問兩人喜歡的城市建造遊戲，得到《法老》這一答案。英伯特於是再問兩人是否願意重製遊戲，在得到肯定後公司便向動視取得知識產權。對於為何願意重製，諾瓦雷指他們都是在兒時發掘這部遊戲，且是款自己希望與他人分享的遊戲，因此他們想讓新一代孩子能像他們兒時一樣發掘《法老》。
在原作的基礎下，開發商為遊戲開發新代碼、繪製了新畫風。還重新設計和簡化了使用者介面，旨在更有效地建設和管理城市。音樂方面，則由路易斯·戈達特重新作曲。戈達特指原作的音樂是西方音樂家對東方音樂的個人看法，無法體現傳統和神秘。因此他與熟悉中東音樂的作曲家合作，以讓玩家能真切體驗古埃及時代。除此之外，總監諾瓦雷表示原作中雖然已經有古埃及的資料，但團隊在重製時希望準確呈現埃及文化和歷史，因此在開發時諮詢了埃及學家布里安娜·傑克遜。
2020年Gamescom上，Dotemu公開遊戲片段，宣佈遊戲會在2021年發行。但及後，Dotemu指遊戲延後至2022年內發行。遊戲在2022年2月Steam Next Fest活動期間推出游戏演示。開發商藉此收集玩家反饋，修復遊戲漏洞。同年年末，宣佈遊戲開發完成，但因為確保遊戲質素符合玩家預期，延後至2023年第一季度發行。2023年2月15日，遊戲正式在Microsoft Windows上發行。

## 評價
| 汇总媒体             | 得分   |
| -------------------- | ------ |
| Metacritic           | 76/100 |
| OpenCritic（推荐率） | 68%    |

| 媒体      | 得分   |
| --------- | ------ |
| Shacknews | 8/10   |
| TheGamer  | [ 13 ] |

評論匯總網站Metacritic基於28條評論給予《法老：新紀元》76/100的評分，評價以正面為主；而在評論匯總網站OpenCritic匯總的29篇評論中，正面評價佔68%。評論者褒揚遊戲畫面、機制、使用者介面，但同時對某些方面作批評。
多位評論者讚揚本作遊戲畫面。TheGamer的梅格·佩莉西奥（Meg Pelliccio）指手繪風格的圖像仔細、迷人。Rock, Paper, Shotgun的愛麗絲·貝爾（Alice Bell）也稱讚遊戲圖像非常好，將原作粗糙圖像重繪得平滑。Shacknews的TJ·丹澤（TJ Denzer）形容作是「視覺效果的華麗改造」。丹澤同時讚許開發團隊巧妙調整和更新遊戲機制以及戰役任務關卡繁多。佩利喬表示重製得最好的是使用者介面。新介面內容劃分整齊，容易使用和理解，能令玩家有效地建設城市，而内置的百科全書和功能説明表能讓玩家詳細地了解遊戲。
丹澤批評遊戲教程不足，難以明白如何正確地建造和貿易；戰役任務很難，容易失敗；他還指出畫面鎖定了角度，導致巨大建築會遮擋到背後的小型建築，雖然保留了原作將光標移動到建築上時可看穿背後的建築，但依然煩人。此外，佩莉西奥指倘若遊戲能夠參考更多原作的元素，製作出的成品能更好。

## 外部連結
- 官方网站  （英文）